# Fearlized
Fearlized (укр. «Настрашений») — перший студійний альбом українського метал-гурту Dagger Blade, випущений навесні 2019 року. Головною темою альбому, як можна зрозуміти з назви, є страх. Страх, котрий в кожній пісні проявляється по різному і розкриває свою унікальну проблему.
Записаний у жовтні 2018 року на студії Beast Sound в місті Ужгород

## Список композицій
1. Disaster
2. Sword of Justice
3. Love is evil
4. When Doomsday come
5. Pharaoh's reaper
6. Symphony of the rainbow
7. Love That I feel
8. Christmas nightmare
9. Dead man's beast
10. Wendigo